# Émile Roux
Pierre Paul Emile Roux FRS (Confolens, 17 de diciembre de 1853 – Charente, Francia - 3 de noviembre de 1933) fue un médico, bacteriólogo e inmunólogo francés. Roux fue uno de los colaboradores más cercanos de Louis Pasteur (1822–1895), cofundador del Instituto Pasteur y responsable de la producción del suero antidiftérico del instituto, la primera terapia eficaz para esta enfermedad. Además, investigó el cólera, el cólera de los pollos, la rabia y la tuberculosis. Roux es considerado como uno de los fundadores del campo de la inmunología. 

## Algunas publicaciones
- Notice sur les travaux scientifiques. Masson París, 1896.

## Obras sobre Émile Roux
- Émile Lagrange, Monsieur Roux, éd. Goemaere, Bruxelles, 1954.
- Jacques Ariès, « Émile Roux. Naissance de la bactériologie » in Aventures scientifiques. Savants en Poitou-Charentes du XVIe au XXe siècle, J. Dombres (dir.), Les éditions de l’Actualité Poitou-Charentes (Poitiers), 1995 : 210-221. ISBN 2-911320-00-X
- Cazadores de microbios, Paul de Kruif.